# Menón (dialógus)
Platón e dialógusa munkássága első korszakából (szokratikus korszak) származik. Témája az erény.

## Tartalom
A probléma a következő: tanítható-e az erény, vagy pedig gyakorlás révén szerezhető meg?
Menón álláspontja: az erény az ha egy férfi a városa dolgaival foglalkozik, jót tesz a barátaival és rosszat az ellenségeivel. A nő erénye: jól látja el gazdasszonyi feladatát, szót fogad a férjének. Továbbá más a gyermek erénye és más a rabszolgáé. Minden dologban és életkorban más és más az erény.
Szókratész állásfoglalása: erény sok van és sokféle, mindegyiknek egy és ugyanaz az alakja, az az alak, ami által az erény erény. Az erény egyforma kell hogy legyen minden ember esetében.
A tanulás és a tanítás nem más, mint visszaemlékezés (anamnézis): a lélek képes visszaemlékezni földi élete előtt szemlélt ideákra. Szókratész ezt a teóriát egy tanulatlan szolgafiún szemlélteti, aki még soha ne találkozott a geometria problémáival. A fiú azt a feladatot kapja Szókratésztől, hogy kétlábnyi hosszú oldalú négyzethez szerkesszen egy olyan négyzetet, amelynek területe kétszerese az adott négyzet területének. A fiú Szókratész útmutatása segítségével rájön a megoldásra: négyzetet szerkeszt az adott négyzet átlójára. Tehát amiről azt hisszük, hogy nincs tudásunk, az valójában ott szunnyad a lélek mélyén és arra vár, hogy valamiképp felébresszék.
Az erény is a lélekben van és aszerint káros vagy hasznos, hogy mennyi eszesség van benne. Tehát az erény nem tanítható, hanem valamilyen isteni rendeltetés révén van meg bennünk az értelem részvétele nélkül.